# Nemesianus
Marcus Aurelius Olympius Nemesianus var en romersk skald från Kartago, verksam omkring 280 e.Kr.
Nemesianus författade en dikt om jakten, Cynegetica samt fyra bukoliska dikter som så starkt imiterade Titus Calpurnius Siculus, att de tidigare tillskrevs honom.